# Brandon McDonald
Brandon McDonald (ur. 16 stycznia 1986 w Glendale, Arizona) – amerykański piłkarz, grający na pozycji defensywnego pomocnika w Chainat Hornbill.